# NGC 2115A
NGC 2115A is een spiraalvormig sterrenstelsel in het sterrenbeeld Schilder. Het sterrenstelsel bevindt zich in de buurt van NGC 2115.

## Synoniemen
- ESO 205-6A
- PGC 18002